# Prailles
Prailles és un municipi francès situat al departament de Deux-Sèvres i a la regió de la Nova Aquitània. L'any 2007 tenia 683 habitants.

## Demografia

### Població
El 2007 la població de fet de Prailles era de 683 persones. Hi havia 238 famílies de les quals 52 eren unipersonals (32 homes vivint sols i 20 dones vivint soles), 87 parelles sense fills, 95 parelles amb fills i 4 famílies monoparentals amb fills.
La població ha evolucionat segons el següent gràfic:
Habitants censats

### Habitatges
El 2007 hi havia 317 habitatges, 254 eren l'habitatge principal de la família, 54 eren segones residències i 9 estaven desocupats. 310 eren cases i 1 era un apartament. Dels 254 habitatges principals, 211 estaven ocupats pels seus propietaris, 38 estaven llogats i ocupats pels llogaters i 5 estaven cedits a títol gratuït; 2 tenien una cambra, 9 en tenien dues, 28 en tenien tres, 52 en tenien quatre i 163 en tenien cinc o més. 206 habitatges disposaven pel capbaix d'una plaça de pàrquing. A 87 habitatges hi havia un automòbil i a 142 n'hi havia dos o més.

### Piràmide de població
La piràmide de població per edats i sexe el 2009 era:
| Homes | Edats   | Dones |
| ----- | ------- | ----- |
| 0     | 95 o +  | 12    |
| 0     | 90 a 94 | 4     |
| 12    | 85 a 89 | 4     |
| 8     | 80 a 84 | 0     |
| 12    | 75 a 79 | 28    |
| 12    | 70 a 74 | 8     |
| 12    | 65 a 69 | 4     |
| 20    | 60 a 64 | 16    |
| 12    | 55 a 59 | 12    |
| 8     | 50 a 54 | 4     |
| 40    | 45 a 49 | 20    |
| 12    | 40 a 44 | 28    |
| 44    | 35 a 39 | 12    |
| 28    | 30 a 34 | 32    |
| 8     | 25 a 29 | 16    |
| 8     | 20 a 24 | 12    |
| 24    | 15 a 19 | 16    |
| 24    | 10 a 14 | 24    |
| 20    | 5 a 9   | 36    |
| 24    | 0 a 4   | 20    |

## Economia
El 2007 la població en edat de treballar era de 405 persones, 308 eren actives i 97 eren inactives. De les 308 persones actives 279 estaven ocupades (157 homes i 122 dones) i 29 estaven aturades (12 homes i 17 dones). De les 97 persones inactives 28 estaven jubilades, 29 estaven estudiant i 40 estaven classificades com a «altres inactius».

### Ingressos
El 2009 a Prailles hi havia 248 unitats fiscals que integraven 679 persones, la mediana anual d'ingressos fiscals per persona era de 17.094 €.

### Activitats econòmiques
Dels 11 establiments que hi havia el 2007, 2 eren d'empreses de fabricació d'altres productes industrials, 1 d'una empresa de construcció, 2 d'empreses de comerç i reparació d'automòbils, 1 d'una empresa de transport, 2 d'empreses d'hostatgeria i restauració, 1 d'una empresa de serveis i 2 d'empreses classificades com a «altres activitats de serveis».
Dels 3 establiments de servei als particulars que hi havia el 2009, 1 era una lampisteria, 1 perruqueria i 1 restaurant.
L'únic establiment comercial que hi havia el 2009 era una botiga de menys de 120 m².
L'any 2000 a Prailles hi havia 34 explotacions agrícoles que ocupaven un total de 1.054 hectàrees.

## Equipaments sanitaris i escolars
El 2009 hi havia 1 escola maternal integrada dins d'un grup escolar amb les comunes properes formant una escola dispersa i 1 escola elemental integrada dins d'un grup escolar amb les comunes properes formant una escola dispersa.

## Poblacions més properes
El següent diagrama mostra les poblacions més properes.